# 中国人民解放军陆军第六十四集团军
中国人民解放军陆军第六十四集团军，是中国人民解放军陆军集团军，后被撤销。

## 沿革
第六十四军起源于华北军区第四纵队，原为冀晋军区的陈正湘、赵尔陆两个纵队合并而成。1945年合并，原两纵队分别编入第一野战军、第二野战军。次年合并为晋察冀野战军第四纵队，陈正湘、胡耀邦、唐子安、李昌任分别担任司令员、政委、参谋长、政治部主任。下属第十、十一旅。1947年，冀晋军区独立第二旅调归纵队建制，改称第十二旅。同年再次改编制，由曾思玉、王昭担任司令员和政委职位。随后参加清风店战役、石家庄战役等。华北军区成立后，其改为华北野战军第四纵队，随后参加平津战役。
1949年，中央军委统一全部解放军编制和番号，其纵队改为中国人民解放军第六十四军，隶属第十九兵团。曾思玉、王昭分别担任军长、政委。下属原三个旅分别改编为第一九〇师、第一九一师、第一九二师。随后部队参加太原战役，战后归第一野战军编制，赴西北参加扶眉战役、兰州战役、宁夏战役。中华人民共和国成立后，调任山东泰安驻防。1951年，该军奔赴朝鲜，参加朝鲜战争。1953年回国，并在东北驻防。1985年调整为陆军第六十四集团军。1989年参加北京戒严任务。1998年，陆军第六十四集团军被撤销番号。

## 编制
1998年撤编前，陆军第六十四集团军下辖：
- 军直部队
  - 工兵团
  - 通信团
  - 舟桥第八十二团
  - 沈阳军区海防团
- 摩托化步兵第一九〇师
- 步兵第一九一师
- 步兵第一九二师
- 外长山要塞区
- 坦克旅
- 炮兵旅
- 防空旅

撤编后，第一九〇师划归陆军第三十九集团军；第一九一师缩编为第一九一旅，划归陆军第四十集团军；第一九二师降为辽宁省陆军预备役一九二师。

## 延伸阅读
- 张作义主编，雄风：陆军第六十四集团军军史画册，1998年